# Patrizio Fimiani
Patrizio Fimiani (Viterbo, 3 gennaio 1973) è un ex calciatore italiano, di ruolo portiere.

## Carriera

### Giocatore
Cresciuto nella Roma, vi esordì in Serie A nella stagione 1992-1993, disputando 3 partite. In quella stagione fu protagonista tra i pali della doppia sfida in finale di Coppa Italia persa contro il Torino a causa della contemporanea squalifica di Cervone e Zinetti.
Questo fu l'apice della sua carriera, sviluppatasi in seguito tra la Serie C1, Serie C2 e in Serie D, vincendo tra l'altro quest'ultimo torneo col Paternò dei record di Pasquale Marino. Ha terminato di giocare con la maglia della Viterbese.

### Allenatore
Ha ricoperto, per alcuni anni, il ruolo di preparatore dei portieri della Viterbese. Nel 2013 allena i portieri della Sorianese Nel 2020 e 2021  è responsabile delle U 15 e U17  e dal 2022 del settore giovanile della Viterbese.  Nel 2023 allena le giovanili del Calcio Tuscia, del quale dal 2014  è presidente

## Palmarès

### Giocatore
- Campionato italiano Serie C2: 1

Viterbese: 1998-1999 (girone B)
- Campionato italiano Serie D: 1

Paternò: 2000-2001 (girone I)